# John Taylor (profeta mormone)
John Taylor (Milnthorpe, 1º novembre 1808 – Kaysville, 25 luglio 1887) è stato un pastore protestante inglese.
Fu il terzo presidente della Chiesa di Gesù Cristo dei Santi degli Ultimi Giorni, dal 1880 al 1887.

## Gioventù
Taylor nacque in Inghilterra nel 1808 in una famiglia anglicana. All'età di 16 anni si convertì alla chiesa metodista, dove divenne predicatore. Si trasferì poi con la famiglia a Toronto dove conobbe e sposò il 28 gennaio 1833 Leonora Cannon, anch'essa di fede metodista.

## Conversione e ministeri
Nel 1836 incontrò Parley P. Pratt, un Apostolo della chiesa mormone e nello stesso anno lui e sua moglie si convertirono. Divenuto presidente della Chiesa per il Canada, nel 1837 si recò a Kirtland (Ohio), dove conobbe il profeta Joseph Smith, di cui divenne fedele amico. L'anno successivo venne nominato Apostolo e, quando nel 1844 Joseph Smith venne assassinato a Carthage, egli era imprigionato con lui nella stessa cella con Willard Richards e Hyrum Smith. Un orologio da taschino gli salvò la vita deviando un proiettile diretto al cuore.
Servì come missionario in Francia nel 1850. Al suo ritorno a Salt Lake City creò diverse organizzazioni legate alla Chiesa e pubblicò alcuni testi sulla Chiesa e sulla libertà. Nel 1880 divenne Profeta.
Nel 1887 si ammalò gravemente e morì nello Utah.

## Fonti
- Insegnamenti dei Presidenti della Chiesa- John Taylor (1808-1887) (Salt Lake City, 2002)